# Memoriał 101

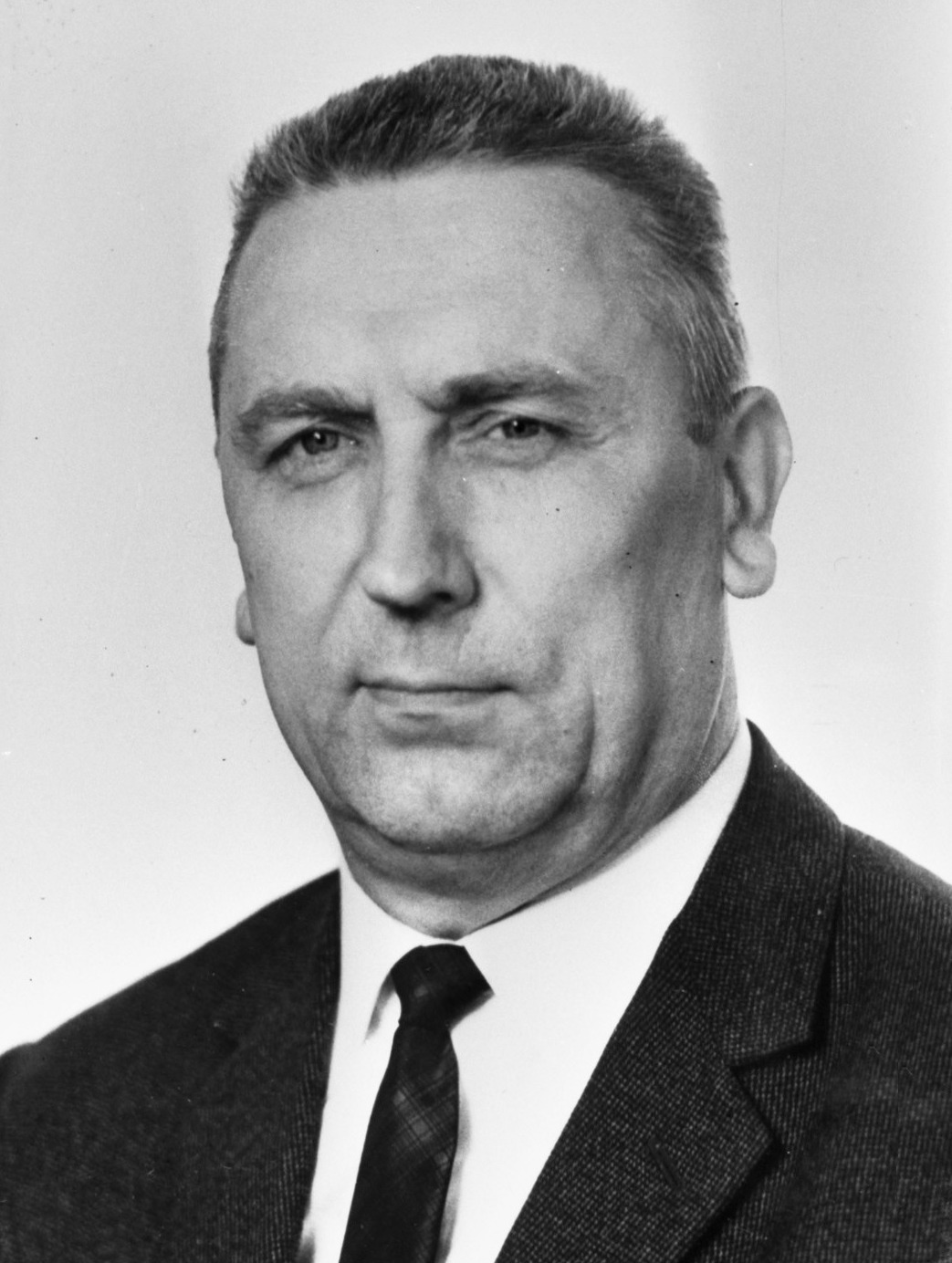
Edward Gierek, ówcześnie I sekretarz KC PZPR

Memoriał 101 – wystąpienie polskich intelektualistów z 1976 przeciwko zmianom Konstytucji Polskiej Rzeczypospolitej Ludowej.

## Historia
Przedmiotem protestu były zapowiedziane w „Tezach na VII Zjazd PZPR” zmiany w konstytucji, przewidujące wprowadzenie zapisów o przewodniej roli PZPR w państwie oraz o trwałym i nienaruszalnym sojuszu PRL z ZSRR, a także o przestrzeganiu praw obywatelskich pod warunkiem wywiązywania się z obowiązków przez obywateli. Te postanowienia były sprzeczne z podpisanym w sierpniu 1975 w Helsinkach Aktem końcowym Konferencji Bezpieczeństwa i Współpracy w Europie, którego sygnatariusze, m.in. Polska, zobowiązywali się do przestrzegania praw człowieka. Zmiany konstytucji PRL, deklarujące odstąpienie od pozorów demokracji i uzależnienie PRL od ZSRR, wywołały poruszenie w kręgach inteligencji, zarówno członków PZPR, jak i ludzi o poglądach opozycyjnych.
Inicjatorem pierwszego memoriału, nazwanego „Listem 59” był Jan Olszewski, w redagowaniu tekstu uczestniczyli Jacek Kuroń i Jakub Karpiński. Podpisali go m.in. Stanisław Barańczak, Kornel Filipowicz, Zbigniew Herbert, Antoni Słonimski, Wisława Szymborska i Adam Zagajewski. Złożony w Sejmie PRL w dniu 5 grudnia 1975 list spotkał się z milczeniem władz. Dopiero 1 stycznia 1976 dowiedzieli się o nim korespondenci prasy zachodniej. Dalsze protesty: list Episkopatu 9 stycznia 1976 i 14 intelektualistów 21 stycznia 1976 również pozostały bez echa.
Dopiero złożony 31 stycznia 1976 Memoriał 101 wywołał poruszenie w kręgach władzy, pozostał jednak bez skutku. Sejm PRL zatwierdził zmiany konstytucji z niewielkimi poprawkami, które świadczyły o złagodzeniu ustawy. Zamiast sojuszu uchwalono „nierozerwalną więź przyjaźni polsko-radzieckiej”, a także nie uzależniano już przestrzegania praw od wywiązywania się z obowiązków przez obywateli. Jedynym posłem wstrzymującym się od głosowania był Stanisław Stomma.
Inicjatorami Memoriału byli Wiktor Woroszylski i Jacek Bocheński, list przewodni napisał Jerzy Andrzejewski. Memoriał podpisali m.in. Miron Białoszewski, Adam Ważyk, Kazimierz Brandys, Andrzej Kijowski, Witold Dąbrowski, Andrzej Drawicz, Jerzy Ficowski, Kornel Filipowicz, Stefan Kisielewski, Leszek Kołakowski, Ryszard Krynicki, Jacek Kuroń, Adam Michnik, Halina Mikołajska, Krzysztof Pomian, o. Jacek Salij, Antoni Słonimski, Julian Stryjkowski, Jan Józef Szczepański, Jerzy Waldorff,  ks. Jan Zieja. Wielu uczestników akcji spotkało się z szykanami, m.in. zakazem publikacji.
Protesty intelektualistów świadczyły o utracie poparcia, którym cieszyła się ekipa Edwarda Gierka na początku lat 70.